# Евлогий (Гутченко)
Митрополит Евлогий (в миру Евгений Анатольевич Гутченко; 21 марта 1967, Одесса) — епископ Украинской Православной Церкви, с 17 ноября 2008 года управляет Сумской и Ахтырской епархией, митрополит. Был первым иерархом УПЦ, принявшим в начале марта 2022 года в своей епархии официальное решение о прекращение поминовения патриарха Московского Кирилла.
Тезоименитство — 7 сентября (святителя Евлогия Едесского).

## Биография
Родился 21 марта 1967 года в городе Одессе. После службы в армии, в 1988 году поступил в Одесскую духовную семинарию, затем учился в Московской духовной академии, которую окончил в 1999 году.
20 августа 1991 года назначен преподавателем Одесской духовной семинарии.
20 октября 1991 года, на четвёртом курсе семинарии, пострижен в монашество архиепископом Одесским и Измаильским Лазарем (Швецом). 27 октября 1991 года им же рукоположён в сан иеродиакона.
19 августа 1992 года рукоположён в сан иеромонаха митрополитом Одесским и Измаильским Агафангелом (Саввиным).
22 октября 1994 года возведён в сан игумена.
С 1994 по 1998 год — благочинный Успенского монастыря города Одессы.
С 1994 по 2007 год — член Духовного Собора Успенского монастыря города Одессы.
С 1995 года член комиссии по канонизации святых при Священном Синоде Украинской Православной Церкви.
13 декабря 1995 года возведён в сан архимандрита.
С 1998 по 2007 год ректор Одесской духовной семинарии.
С 1999 года член Учебного комитета при Священном Синоде УПЦ.
С 2001 по 2007 год — член епархиального Совета Одесской епархии.
С апреля 2002 года член канонической комиссии при Священном Синоде УПЦ.
С 2005 года член комиссии при Священном Синоде Московского патриархата по взаимодействию со старообрядчеством и старообрядными приходами.
Решением Священного синода УПЦ от 14 ноября 2007 года избран епископом новоучреждённой Кременчугской епархии; хиротонсан 25 ноября 2007 года в Трапезном храме Киево-Печерской лавры.
С 8 мая 2008 по 9 июля 2009 года состоял председателем Богословско-канонической комиссии при Синоде.
17 ноября 2008 года переведен на Сумскую и Ахтырскую кафедру.
9 июля 2013 года «во внимание к церковным заслугам и в связи с празднованием 1025-й годовщины Крещения Руси» за литургией в соборном храме Пантелеимоновского монастыря в Феофании возведён в сан архиепископа митрополитом Киевским и всея Украины Владимиром.
17 августа 2018 года митрополитом Киевским и всея Украины Онуфрием (Березовским) возведён в сан митрополита.
С 1 марта 2022 года приостановил поминовение патриарха Московского и всея Руси Кирилла за богослужениями в Сумской епархии (ранее, в феврале того же года ряд клириков Сумской епархии заявили о прекращении поминовения патриарха Кирилла и обратились публично к своему правящему архиерею: «Сообщаем вам, что мы, нижеподписавшиеся клирики Сумской епархии, осуждая преступную и жестокую войну, развязанную Российской Федерацией против Украины и украинского народа и фактическую ее поддержку Патриархом Московским и всея Руси Кириллом, сообщаем Вам, что отныне прекращаем поминовение Патриарха Московского за богослужением.»). В ответ на его рапорт № 03/03 от 01.03.2022 г. с сообщением о приостановлении поминовения патриарха Московского и всея Руси за богослужениями в Сумской епархии патриарх Кирилл, согласно опубликованному на официальном сайте РПЦ сообщению, наложил резолюцию, гласившую: «Сожалею о вашем решении прекратить поминовение Патриарха Московского и всея Руси за богослужением <…> Прекращение поминовения предстоятеля Церкви не из-за вероучительных или канонических ошибок, или заблуждений, а из-за несоответствия тем или иным политическим взглядам и предпочтениям, — это раскол, за который каждый, кто его учиняет, ответит пред Богом и не только в веке будущем, но и в нынешнем».
20 февраля 2024 года, по сообщениям СМИ со ссылкой на его заявление, правоохранительными органами Украины ему было вручено подозрение в «разжигании межрелигиозной розни», которое он, согласно обвинениям, допустил, высказываясь о непризнании Православной церкви Украины рядом поместных Церквей.

## Награды
- Орден святого равноапостольного князя Владимира 3-й степени (1998)
- Орден преподобного Сергия Радонежского 3-й степени (2000)
- Орден Украинской Православной Церкви «Рождество Христово» (юбилейный) 1-й степени (2000)
- Орден преподобного Нестора Летописца (УПЦ; 2002)
- юбилейная Медаль «Харьковский Собор — 10 лет» 1-й степени (2002)
- Орден преподобного Серафима Саровского 3-й степени (2005)
- Орден святого благоверного князя Даниила Московского 3-й степени (2006)
- юбилейный Орден в честь XV-летия Харьковского Собора (УПЦ; 2007)